# Cal Jorba (Manresa)
Cal Jorba és un edifici situat a la plaça de Sant Domènec de Manresa, catalogat com a bé cultural d'interès local. És un dels pocs exemples d'art déco que hi ha a Catalunya, i es caracteritza per la utilització d'un repertori de motius ornamentals basats en la simplicitat geomètrica, que es poden veure a tota la façana.

## Història

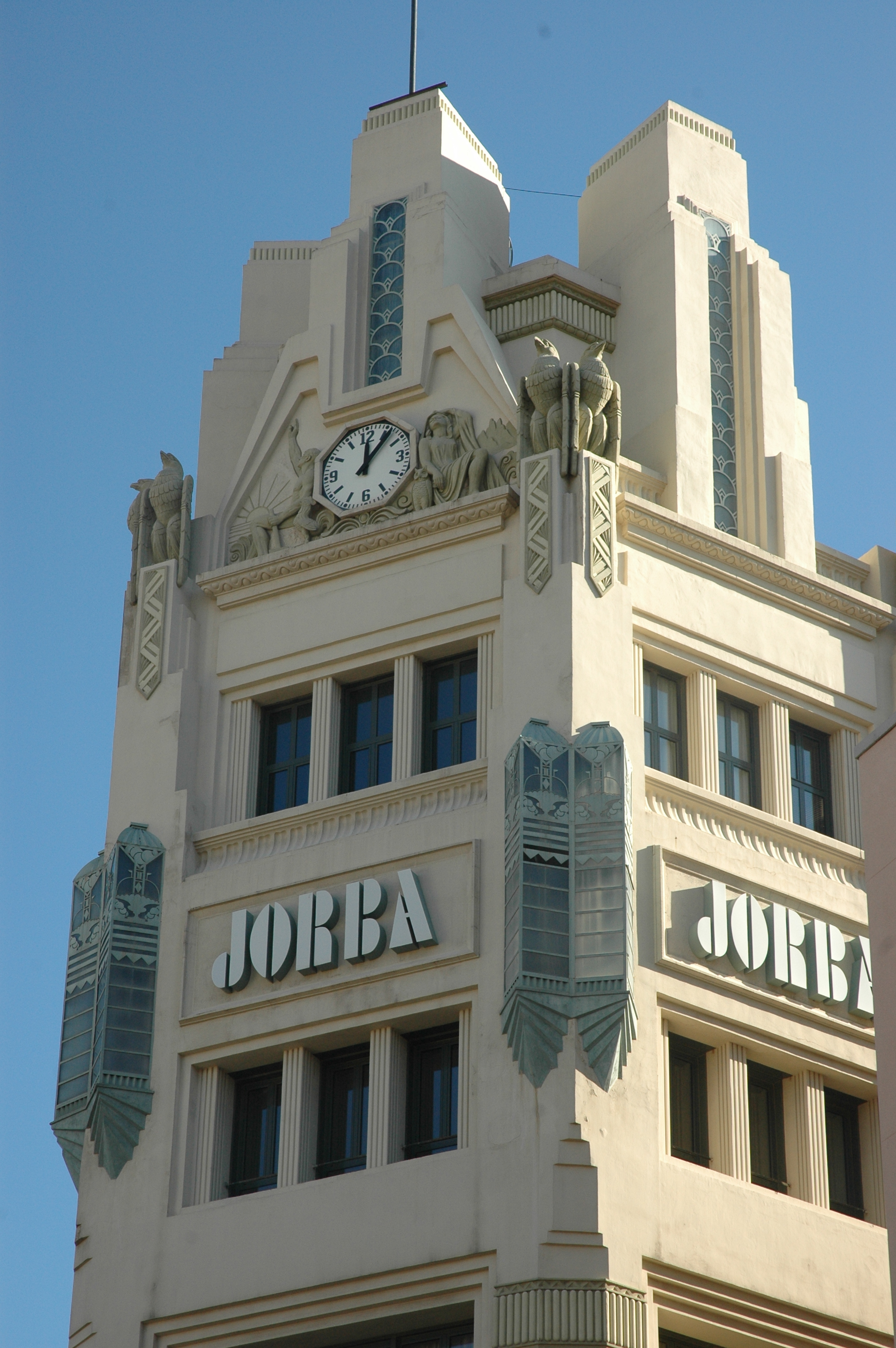
Detall de la torre

Prèviament, el negoci dels Jorba havia estat al carrer d'Urgell (1886) i al carrer del Born (1893). L'any 1904 s'havia instal·lat en un edifici modernista a la plaça de Sant Domènec, enderrocat als anys 1950. L'any 1911, van obrir una botiga a Barcelona i el 1918 havien inaugurat també una sucursal a Brussel·les. Sota la direcció emprenedora i innovadora de Joan Jorba i Rius, els Magatzems Jorba esdevingueren un dels establiments comercials més importants de l'Estat.
El 1923, l'antiga raó social Pere Jorba i Fills, esdevingué Indústries i Magatzems Jorba SA. L'any 1935, en plena fase expansionista, s'iniciava la construcció d'uns grans magatzems a l'actual muralla del Carme de Manresa. Una primera fase de l'edifici, d'estil art déco, fou inaugurat el desembre de 1936. Aquell mateix any, l'empresa fou col·lectivitzada. Joan Jorba fou reclòs a casa seva i va morir dos anys després. Acabada la Guerra Civil, Pere Jorba i Vall reprengué les obres, i el 1940 es va fer la inauguració de la part de l'edifici que dona a la muralla.
Les originals idees publicitàries i les constants innovacions comercials, donaren a Can Jorba una gran popularitat, amb el consegüent augment del negoci. En són una mostra la instal·lació, el 1909 d'un elefant gegant que oferia joguines si tiraves una moneda o bé, la monumental crema d'un barret de palla gegant davant la botiga, per la revetlla de Sant Pere l'any 1915. Un altre dels encerts més notables de Joan Jorba fou la creació de la Revista Il·lustrada Jorba, publicació mensual que, de manera gratuïta, era tramesa als principals clients.

## Descripció
Edifici que ocupa un xamfrà d'una de les vies principals de la ciutat. Les seves façanes estan àmpliament decorades amb motius vegetals molt estilitzats i distribuïts en forma rítmica per tota la seva superfície. La part on convergeixen les façanes laterals és el que podríem anomenar façana principal, de dimensions força reduïdes, la qual està igualment decorada però a més està coronada per una estructura que potser remata tota la decoració: una espècie de pinacles.
Els vidres de totes les obertures són tots glaçats, molt d'acord amb la decoració i en alguns també continua la decoració gràcies a la seva combinació amb el ferro. A la planta baixa hi ha un vestíbul.